# All'improvviso l'incoscienza
All'improvviso l'incoscienza è il secondo album del cantautore italiano Roberto Soffici, pubblicato dall'etichetta discografica Cetra nel 1977.
L'album fu disponibile su long playing e musicassetta e non è mai stato pubblicato su cd. I brani portano tutti la firma dell'interprete, insieme ad altri autori quali Andrea Lo Vecchio, Dante Luca Pieretti e Danilo Franchi.
Il disco viene anticipato dal singolo All'improvviso l'incoscienza/Per non morire, uscito l'anno prima, il cui brano sul lato B non viene inserito nell'album. Successivamente viene pubblicato Nel dolce ricordo del suo sorriso/Poesia, musica, e altre cose.

## Tracce

### Lato A
1. All'improvviso l'incoscienza
2. Poesia, musica, e altre cose
3. Si ballava... si rideva...
4. Oceano
5. Milano Love Story

### Lato B
1. L'amore finisce
2. Susan
3. Nel dolce ricordo del suo sorriso
4. Eccetera ecc...